# Ристо Кърле
Ристо Кърле (на македонска литературна норма: Ристо Крле) е драматург от Социалистическа република Македония.

## Творчество
- „Парите се отепувачка“ (1938)
- „Милиони маченици“ (1940)
- „Антица“ (1940)
- „Велик ден“ (1950)
- „Гроф Миливој“ (1958)
- „Автобиографија“ (1990)

Най-известната му пиеса е „Парите се отепувачка“ („Парите убиват“), създадена по действителен случай (синът заминава в Америка на гурбет, когато се завръща, собственият му баща го убива за пари, без да го разпознае). Член е на Дружество на писателите на Македония.